# 젠 게스너
젠 게스너(Zen Gesner, 1970년 6월 23일 ~ )는 미국의 텔레비전 배우, 영화배우이다.
밴나이즈에서 태어났다.

## 방송
- 올 마이 칠드런

## 영화
- 홀 패스 (2011년) - 패선저 캅 역
- 내셔널 람푼: 베그보이 (2008년)
- 무모한 도전 (2005년)
- 날 미치게 하는 남자 (2005년) - 스티브 역
- 할로우 (2004년)
- 보트 트립 (2002년)
- 브리드 (2001년)
- 오스모시스 존스 (2001년)
- 내겐 너무 가벼운 그녀 (2001년) - 랄프 오웬스 역
- 미 마이셀프 앤드 아이린 (2000년) - 피터슨 요원 역
- 메리에겐 뭔가 특별한 것이 있다 (1998년)
- 킹 핀 (1996년)
- 위시 미 럭 (1995년)
- 솔저 보이 (1995년)
- 덤 앤 더머 (1994년)
- 프렌즈 (1994년)